# Playboys (singel)
Playboys – trzeci singel z albumu Playboys fińskiego zespołu The Rasmus.

## Lista utworów
1. „Playboys” – 2:57